# Nesticella utuensis
Nesticella utuensis là một loài nhện trong họ Nesticidae.
Loài này thuộc chi Nesticella. Nesticella utuensis được miêu tả năm 1980 bởi Bourne.